# الکسیس فایر
الکسیس فایر (انگلیسی: Alexis Fire؛ زاده ۲۵ ژوئیهٔ ۱۹۶۴) بازیگر پورنوگرافی در مونلایت بانی‌رنچ است. وی بازی در فیلم‌های پورن را در حدود سال ۲۰۰۰ شروع کرد.